# Кондо Кодзі (футболіст)
Кодзі Кондо (яп. 今藤 幸治, нар. 28 квітня 1972, Карія — пом. 17 квітня 2003) — японський футболіст, що грав на позиції півзахисника.
Протягом усієї кар'єри виступав за клуб «Гамба Осака», а також провів два матчі за національну збірну Японії.

## Клубна кар'єра
У дорослому футболі дебютував 1991 року виступами за команду клубу «Матцутіта Електрік» (з 1992 року — «Гамба Осака»), за яку виступав до 1997 року. Більшість часу, проведеного у складі «Гамби», був основним гравцем команди.
29 грудня 1996 року в матчі півфіналу Кубка Імператора проти «Санфрече Хіросіми» на 31 хвилині другого тайму Кондо зіштовхнувся з бразильським легіонером суперників Антоніо Карлосом Сантосом, отримавши травму голови, і був винесений на носилках. Після подальшого огляду у гравця була виявлена пухлина мозку, через яку він змушений був завершити ігрову кар'єру. Проте повторне хірургічне втручання і реабілітація не допомогла і 17 квітня 2003 року о 9:43 ранку Кодзі Кондо помер на 31-му році життя.

## Виступи за збірну
В травні 1994 року зіграв два матчі у складі національної збірної Японії проти Австралії (1:1) та Франції (1:4) в рамках турніру Kirin Cup. Більше у складі збірної не виступав.